# Maurizio Sarri
Maurizio Sarri (Napoli, 10 gennaio 1959) è un allenatore di calcio italiano, tecnico della Lazio.
Nella sua carriera, iniziata nel 1990 tra i dilettanti della Seconda Categoria e proseguita nel successivo trentennio fino ai massimi livelli internazionali, ha vinto un campionato di Eccellenza (2000-2001) e una Coppa Italia Serie D (2002-2003) con la Sansovino, una UEFA Europa League (2018-2019) con il Chelsea e un campionato di Serie A (2019-2020) con la Juventus. Ha inoltre ottenuto sei promozioni in carriera: due con la Sansovino e una a testa con Cavriglia, Antella, Sangiovannese ed Empoli.

## Biografia
Figlio di un operaio toscano (il padre Amerigo, ex ciclista dilettante e indipendente, lavorava come gruista all'Italsider di Bagnoli, quartiere di Napoli), Sarri è cresciuto a Castro (in provincia di Bergamo) e successivamente a Figline Valdarno (in provincia di Firenze); in gioventù si divide tra il ruolo di calciatore dilettante ed impiegato della Banca Toscana, per la quale lavora anche a Londra, in Germania, in Svizzera e in Lussemburgo. Nel 2002, quando è alla guida della Sansovino, lascia il lavoro bancario per dedicarsi esclusivamente alla carriera di allenatore.
Sposato con Marina, ha un figlio, Nicolè, che insieme alla madre si è occupato di gestire una ditta di articoli da ufficio a Matassino, frazione di Figline Valdarno.
Suo nonno Goffredo, partigiano durante la seconda guerra mondiale, ha salvato la vita a due soldati statunitensi.

### Nella cultura di massa
Il 20 marzo 2018 viene pubblicato dal rapper Anastasio il brano Come Maurizio Sarri, dedicato all'allora allenatore del Napoli e che ha riscosso notevole successo soprattutto tra i tifosi partenopei.

## Caratteristiche tecniche

### Allenatore
(Maurizio Sarri, Il Foglio, 30 novembre 2014)
I capisaldi del gioco di Sarri, definito anche «sarrismo», sono: difesa a quattro con giocatori schierati in linea alta; il riferimento dei suddetti non è l'uomo bensì la palla, come da tradizione della difesa a zona.
Si diploma presso il Centro Tecnico di Coverciano nel 2006, con la tesi "La preparazione settimanale della partita". I suoi metodi di allenamento prevedono anche l'ausilio della tecnologia, con droni utilizzati per registrare dall'alto i movimenti della linea difensiva, ma soprattutto per studiare al meglio le distanze tra i reparti.

## Carriera

### Giocatore

Sarri calciatore al Grassina nella stagione 1982-1983

Fin da ragazzo, dopo le giovanili nel locale Figline, Sarri prova a entrare nel grande calcio sostenendo due provini con il Torino e con la Fiorentina. Trascorre quindi diversi anni nel calcio dilettantistico toscano come giocatore, nel ruolo di difensore, sia come terzino sinistro (soprannominato il Secco) sia come stopper «duro e arcigno», ma sempre tormentato da infortuni. La sua carriera resta comunque legata soprattutto al Figline, con cui esordisce in Serie D nella stagione 1975-76. Nel 1978, a 19 anni, è richiesto dal Montevarchi, ma il Figline chiede 50 milioni di lire per il cartellino, che vengono ritenuti troppi dalla dirigenza montevarchina, mentre poco dopo è Sarri stesso a rifiutare il trasferimento al Pontedera, destinato alla promozione in C1. Sarri gioca nel Figline fino ai 23 anni, quando, nel 1982, subisce il suo primo grave infortunio. La sua carriera continuerà in squadre di seconda e terza categoria, fino all'ultima stagione giocata nelle file dello Stia.

### Allenatore

#### Gli inizi: dalla Seconda Categoria fino alla Serie C1
Sarri inizia la carriera di allenatore in Seconda Categoria con lo Stia, squadra nella quale militava come calciatore, portandolo al quarto posto finale da subentrato a metà stagione 1990-1991, e prosegue con la Faellese, guidata al primo anno al quinto posto e nella stagione successiva al terzo, sfiorando la promozione in Prima Categoria. 
Dal 1993 compie un doppio salto andando ad allenare squadre di Promozione, con risultati importanti ottenuti alla guida di Cavriglia ed Antella, entrambe portate in Eccellenza. Seguono poi le esperienze sulla panchina del Valdema (esonerato) e del Tegoleto (undicesimo posto da subentrato).
Nel 2000 è scelto dalla Sansovino, che in tre stagioni guida dall'Eccellenza alla promozione in Serie C2, vincendo play-off e Coppa Italia Serie D nella stagione 2002-2003.

Sarri agli esordi da allenatore, nella stagione 1990-1991, nello spogliatoio dello Stia.

Nella sua ultima stagione alla Sansovino è soprannominato Mister 33 dal giornalista Fabrizio Ferrari. Trentatré non rappresentava il numero preciso delle soluzioni adottate sulle palle inattive, ma voleva dare un'idea della grande varietà di schemi e quindi di quanto lavoro dedicasse Sarri alla cura dei particolari.
Nel 2003, in seguito alla vittoria della Coppa Italia Serie D, riceve la deroga per allenare in C2 e il presidente della Sangiovannese, Arduino Casprini, lo prende alla guida della squadra valdarnese. All'esordio nel calcio professionistico ottiene la promozione in C1 nell'annata 2003-2004 e l'ottavo posto nel successivo campionato di terza serie. Il 18 giugno 2005 si dimette.

#### L'esordio in Serie B con il Pescara e passaggio all'Arezzo
Il 9 luglio 2005 Sarri firma col Pescara ed esordisce in Serie B, nella stagione 2005-2006 traghettandola all'undicesimo posto, con conseguente salvezza con tre giornate di anticipo. Il 30 giugno 2006 si dimette; in seguito l'allenatore toscano dichiarerà che l'esperienza con la squadra abruzzese è stata una delle migliori della sua carriera.
Il 31 ottobre passa all'Arezzo dopo l'esonero di Antonio Conte. In Coppa Italia la squadra amaranto raggiunge i quarti di finale, superando il Livorno che milita in Serie A, venendo poi eliminata dal Milan di Ancelotti (0-2 al Meazza, 1-0 al ritorno). Il 13 marzo 2007 viene esonerato, lasciando però alla storia dei risultati che rimarranno negli annali del club aretino: il 2-2 in casa della Juventus di Deschamps e il 2-2 al San Paolo contro il Napoli di Reja.

#### Avellino, Verona, Perugia e Grosseto
Il 18 luglio 2007 Sarri inizia una brevissima esperienza con l'Avellino: si dimette il 23 agosto, dopo la gara di Coppa Italia persa con l'Ascoli 0-2, senza cominciare il campionato di Serie B, ritenendo di non poter lavorare in quella che viene da lui descritta come «una situazione priva di programmazione e organizzazione».
Il 31 dicembre subentra all'esonerato Davide Pellegrini sulla panchina del Verona in Serie C1. Il 28 febbraio 2008 viene esonerato dopo aver ottenuto un solo punto in 6 giornate con 5 sconfitte consecutive, e col Verona all'ultimo posto in classifica.
Il 23 settembre subentra all'esonerato Giovanni Pagliari a guida del Perugia in Lega Pro Prima Divisione e viene esonerato il 15 febbraio 2009 dopo la pesante sconfitta per 4-1 contro il Gallipoli.
Il 24 marzo 2010 sostituisce l'esonerato Elio Gustinetti al Grosseto, nelle ultime 11 giornate del campionato di Serie B, portando la compagine toscana al settimo posto finale.

#### Alessandria e Sorrento
Nell'estate del 2010 Sarri, che pure dopo l'esperienza col Perugia aveva manifestato l'intenzione di non voler allenare più in terza serie, fu convinto dai nuovi presidente e direttore sportivo dell'Alessandria (Giorgio Veltroni e Nario Cardini, con cui aveva positivamente lavorato alla Sansovino) a firmare per la squadra piemontese, in Lega Pro Prima Divisione; l'ingaggio fu sottoscritto il 6 luglio. L'Alessandria balzò ai vertici della classifica già dopo le prime giornate del campionato 2010-2011; Sarri consolidò l'utilizzo del modulo 4-2-3-1 (che già in precedenza aveva sperimentato in luogo del 4-3-3), valorizzò un buon numero di calciatori destinati a salire di categoria (Pucino, Ciancio, Croce, Scappini) e dimostrò abilità nella gestione del gruppo soprattutto quando, nel corso del girone di ritorno, la società si ritrovò alle prese con gravi difficoltà economiche, con l'improvviso abbandono del presidente e con il coinvolgimento di questi nel caso «Scommessopoli»; in questo senso l'allenatore toscano fu protagonista di gesti eclatanti, proteggendo pubblicamente i suoi calciatori («Questo è il gruppo più pulito che ho avuto la fortuna di allenare, è un affronto vedersi inseriti in quell'elenco») e manifestando l'intenzione di dimettersi quando si paventò la sostituzione di alcuni componenti dello staff. Adottò in questo periodo, infine, l'utilizzo della tuta durante le gare ufficiali, abitudine che lo contraddistinse negli anni a venire (in precedenza utilizzava abiti di colore nero, abbandonati per ragioni scaramantiche).
L'Alessandria chiuse il campionato al terzo posto, ottenendo il suo migliore risultato sportivo in oltre 35 anni e la qualificazione ai play-off per la promozione in Serie B; raggiunto quest'ultimo obiettivo, al termine di una gara contro la SPAL, Sarri dichiarò:
Ai play-off i grigi furono estromessi per mano della Salernitana di Breda in semifinale, esperienza che l'ambiente alessandrino ricorda con rammarico e rivendicando pesanti torti arbitrali.
Terminata la stagione, l'Alessandria – già provata dalla crisi societaria – fu retrocessa a tavolino in Lega Pro Seconda Divisione a seguito della già citata inchiesta sul calcioscommesse; Sarri, che era stato rinviato a giudizio per omessa denuncia, venne prosciolto. Allettato dalle offerte dell'ambizioso Sorrento, nell'estate 2011 il tecnico di origine napoletana scelse di lasciare la compagine piemontese; ricordato a tutt'oggi dalla tifoseria grigia – nonostante la breve permanenza – come uno dei tecnici preferiti (in un sondaggio svolto dal giornale locale «Il Piccolo» nel 2012 risultò il secondo allenatore più amato della storia dell'Alessandria), in seguito ebbe a dichiarare che «l’Alessandria insieme al Pescara sono le due squadre dove mi sono trovato meglio».
Il 7 luglio firma col Sorrento, militante nel campionato di Lega Pro Prima Divisione. Il 14 dicembre è esonerato con la squadra sesta in classifica (partita con penalizzazione di 2 punti), sostituito da Gennaro Ruotolo.

#### Empoli
Il 25 giugno 2012 Sarri firma per l'Empoli. L'avvio in campionato nell'annata 2012-2013 è avaro di risultati, e dopo 9 giornate l'Empoli si ritrova in ultima posizione con solo 4 punti totalizzati, ma dopo alcune settimane la squadra comincia la rimonta e chiude al quarto posto: qualificatasi ai playoff, perde la finale per l'accesso in Serie A col Livorno di Nicola, dopo aver sconfitto il Novara in semifinale. Nella stagione 2013-2014 l'Empoli finisce al secondo posto, ed è quindi promosso nella massima serie. 
Nella stagione 2014-2015 esordisce con gli azzurri toscani in Serie A, all'età di 55 anni, conquistando la salvezza con 4 giornate d'anticipo: conclude il torneo al 15º posto ottenendo 42 punti (8 vittorie, 18 pareggi, 12 sconfitte) e l'Empoli viene considerata la rivelazione del campionato. Il 19 maggio 2015 l'ex capitano della squadra empolese Ighli Vannucchi consegna a Sarri il premio "Leone d'Argento". Si dimette il 4 giugno seguente. Lo stesso giorno ritira ad Amalfi il premio "Football Leader - Panchina Giusta" assegnato dall'Associazione Italiana Allenatori Calcio.

#### Napoli

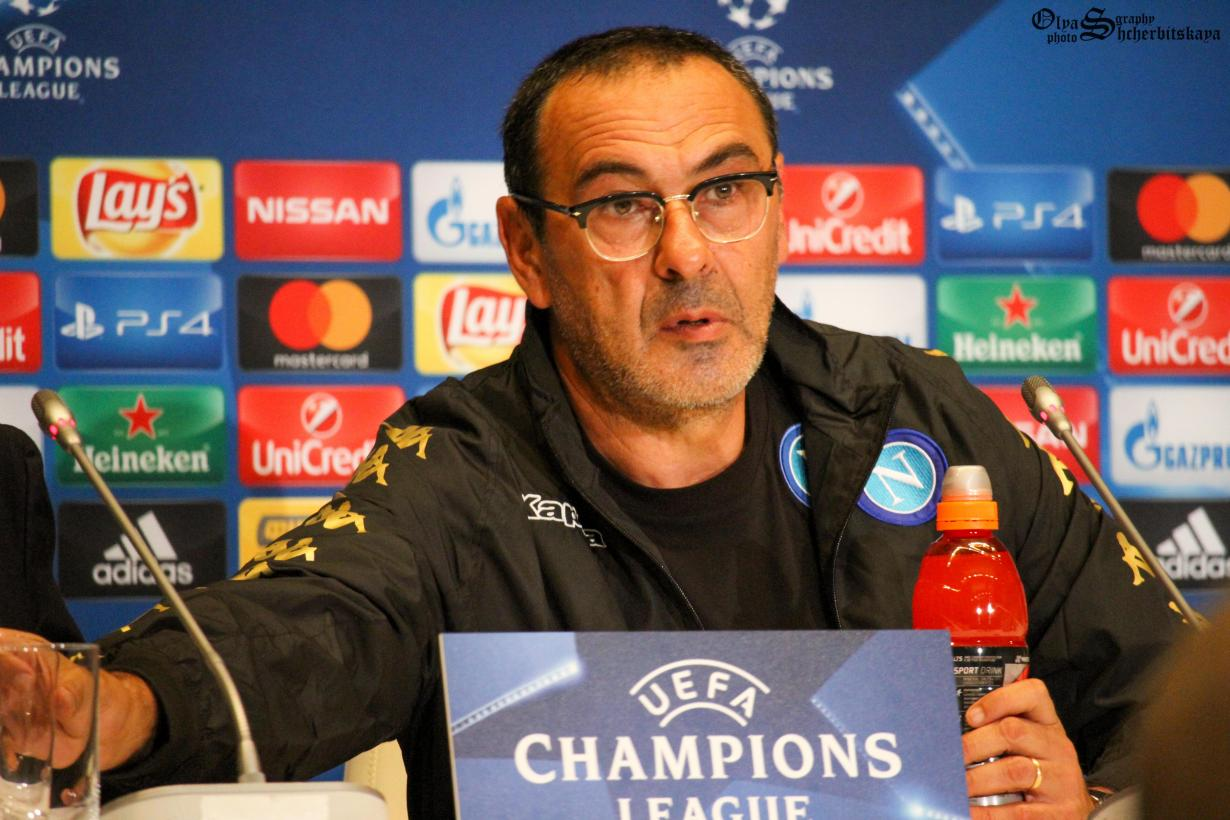
Sarri in conferenza stampa per il Napoli nel 2016

L'11 giugno seguente firma col Napoli, ereditando la panchina azzurra da Rafael Benítez.
Esordisce in campionato il 23 agosto 2015 al Mapei Stadium di Reggio Emilia affrontando il Sassuolo di Eusebio Di Francesco, perdendo 2-1. Il 17 settembre esordisce da allenatore nelle coppe europee, nel netto 5-0 del Napoli sul Club Bruges in una sfida di UEFA Europa League, prima vittoria di Sarri sulla panchina partenopea. Tre giorni dopo, il 20 settembre, ottiene la sua prima vittoria in campionato, battendo al San Paolo la Lazio con un altro 5-0. Il 30 novembre, grazie alla vittoria per 2-1 sull'Inter, riporta il Napoli al primo posto solitario in massima serie, a distanza di oltre 25 anni dall'ultima volta (stagione 1989-90, anno del secondo scudetto del Napoli). Il 10 dicembre 2015 conquista la sesta vittoria su sei partite in Europa League, ottenendo il record di punti (18 su 18) della competizione nella fase a gironi, il record di gol fatti (22 in 6 partite) e subiti (3 in 6 partite) sempre nella fase a gironi della competizione. Il 10 gennaio 2016, vincendo 1-5 sul campo del Frosinone, il Napoli si laurea Campione d'Inverno in Serie A con 41 punti in 19 partite, l'ultima volta fu nella stagione 1989-1990, anno del secondo scudetto. Il 7 febbraio, vincendo in casa 1-0 (goal su rigore di Higuaín) contro il Carpi, il Napoli centra l'ottava vittoria consecutiva in campionato, record assoluto per la società partenopea in Serie A.
Chiude la prima stagione sulla panchina azzurra al secondo posto in campionato, con conseguente qualificazione diretta in UEFA Champions League, facendo inoltre registrare i nuovi record societari di punti (82) e vittorie in campionato (25), reti stagionali in tutte le competizioni (106), maggior numero di reti realizzate (80) e minor numero di reti subite (32) nei tornei di A a 20 squadre.
Il secondo anno sulla panchina azzurra termina al terzo posto in campionato, qualificandosi per i preliminari (poi vinti) di Champions contro il Nizza. Riesce, inoltre, a migliorare alcuni dei record della società partenopea, raggiunti nella stagione precedente, stabilendo nuovi primati per quanto riguarda punti (86), vittorie in campionato (26), reti stagionali in tutte le competizioni (115) e reti realizzate (94) nei tornei di A a 20 squadre.
Il terzo anno sulla panchina azzurra termina, nuovamente, al secondo posto in campionato con conseguente qualificazione diretta in Champions. In questa stagione migliora ulteriormente il record di punti (91), vittorie in campionato (28) e minor numero di reti subite (29) nei tornei di A a 20 squadre.
Il 23 maggio 2018, dopo tre stagioni alla guida degli azzurri, il presidente del Napoli Aurelio De Laurentiis annuncia l'interruzione del rapporto con il tecnico.

#### Chelsea

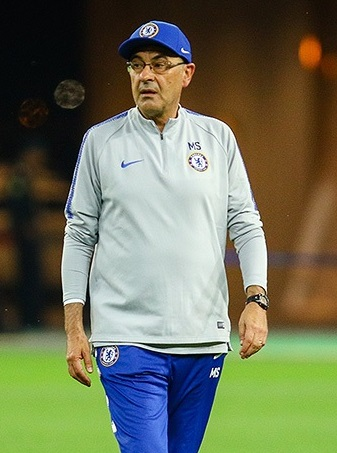
Sarri al Chelsea, durante la rifinitura per la vittoriosa finale della UEFA Europa League 2018-2019.

Il 14 luglio 2018 Sarri approda sulla panchina del Chelsea, coadiuvato dai vice Gianfranco Zola e Luca Gotti. Esce sconfitto dalla prima partita ufficiale, il Community Shield perso contro il Manchester City di Pep Guardiola. Esordisce in Premier League l'11 agosto, vincendo per 3-0 in trasferta contro l'Huddersfield Town. Il 24 febbraio perde, dopo i tiri di rigore (3-4), la finale di Coppa di Lega sempre contro i Citizens. Sei giorni prima era uscito dalla FA Cup agli ottavi per mano del Manchester Utd. Il 9 maggio 2019, vincendo ai rigori contro l'Eintracht Francoforte dopo l'1-1 dei tempi regolamentari, raggiunge la finale di UEFA Europa League. In Premier arriva invece terzo con 72 punti, a 26 lunghezze dalla capolista Manchester City.
Il 29 maggio 2019, battendo per 4-1 l'Arsenal in un North-West London Derby che vale la finale, vince l'Europa League, il suo primo trofeo internazionale nonché primo assoluto tra i professionisti: l'ultimo allenatore italiano a trionfare nella competizione, quando ancora si chiamava Coppa UEFA, era stato Alberto Malesani nell'edizione 1998-1999. Al contempo diventa l'allenatore più anziano ad avere vinto il trofeo all'età di 60 anni e 139 giorni.

#### Juventus
Il 16 giugno 2019, dopo l'annuncio della risoluzione contrattuale con i Blues, Sarri è chiamato alla guida della Juventus, ereditando una squadra reduce dal vittorioso primo ciclo di Massimiliano Allegri. Poco prima dell'inizio di stagione viene colpito da una forma di polmonite che non gli permette di dirigere i bianconeri in avvio di campionato, venendo temporaneamente sostituito alla guida tecnica dal suo vice, Giovanni Martusciello, nelle prime due giornate di Serie A.
Esordisce sulla panchina torinese il successivo 14 settembre, nella trasferta di campionato sul terreno della Fiorentina (0-0); quattro giorni dopo esordisce con la squadra in UEFA Champions League, nel pareggio di Madrid contro l'Atlético Madrid (2-2). Nel corso di una stagione sportiva spezzata, segnata dallo stop forzato causato dalla sopraggiunta pandemia di COVID-19, prima della pausa natalizia perde la finale di Supercoppa italiana contro la Lazio; nel giugno seguente, alla ripresa dell'attività, raggiunge la finale di Coppa Italia, anch'essa persa, questa volta ai tiri di rigore (2-4), contro il Napoli.
Il 26 luglio 2020, con due turni di anticipo, guida la Juventus alla vittoria del suo nono scudetto consecutivo, il primo della carriera per Sarri: all'età di 61 anni diventa, all'epoca, il tecnico più anziano a fregiarsi del titolo italiano nell'era del girone unico, superando il precedente record stabilito dal romanista Nils Liedholm nella stagione 1982-1983, oltreché il più vecchio a vincerlo per la prima volta, battendo il primato del sampdoriano Vujadin Boškov nell'edizione 1990-1991 – record poi battuti da Luciano Spalletti tre anni più tardi. Nonostante l'affermazione in campionato, i deludenti risultati maturati dall'allenatore nelle altre competizioni stagionali, su tutti la precoce eliminazione agli ottavi di finale della Champions per mano del meno quotato Olympique Lione, portano la società a sollevarlo dall'incarico l'8 agosto 2020.

#### Lazio

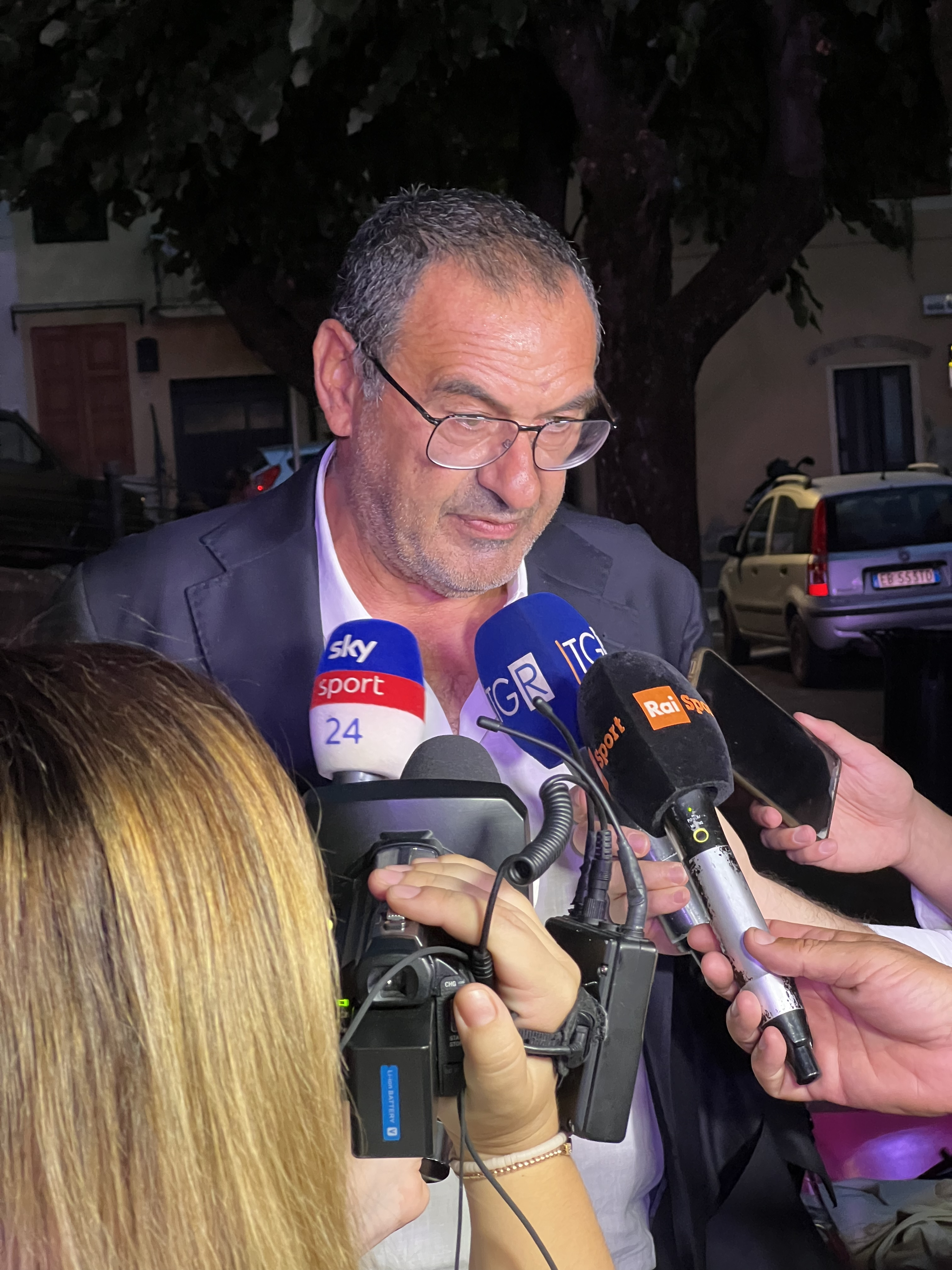
Sarri intervistato nel 2022, durante il suo primo ciclo sulla panchina della Lazio.

Il 9 giugno 2021, dopo un anno sabbatico, Sarri viene annunciato come nuovo tecnico della Lazio. Il successivo 21 agosto debutta sulla panchina biancoceleste, nella gara di campionato vinta 3-1 sul terreno dell'Empoli. In campionato si piazza al quinto posto; in UEFA Europa League perde il doppio confronto con il Porto nella fase a eliminazione diretta. In Coppa Italia i capitolini sono stati eliminati ai quarti dal Milan (4-0).
Nella sua seconda stagione romana, migliora il piazzamento rispetto all'annata precedente, issando la squadra biancoceleste al secondo posto della classifica e ottenendo pertanto la qualificazione in UEFA Champions League; rimane tuttavia negativo il ruolino nelle coppe europee, con la Lazio estromessa dapprima dall'UEFA Europa League e poi, dopo ripescaggio, anche dalla UEFA Europa Conference League. In Coppa Italia i biancocelesti sono stati nuovamente eliminati ai quarti, questa volta dalla Juventus (1-0).
Il terzo anno si apre con delle frizioni con la società, dovute al calciomercato estivo. Nell'arco della stagione la squadra ha un andamento altalenante: da una parte ci sono buoni risultati nelle coppe, con la Lazio che supera la fase a gironi di UEFA Champions League per poi venire estromessa agli ottavi dal più quotato Bayern Monaco, mentre in Coppa Italia, al contrario degli altri anni, supera i quarti vincendo per 1-0 la stracittadina contro la Roma; di converso, in campionato i capitolini non riescono a replicare il cammino di vertice dell'edizione precedente. Il 13 marzo 2024, con la squadra relegata al nono posto in classifica, Sarri rassegna le dimissioni.
Dopo una stagione d'inattività, il 2 giugno 2025 viene richiamato sulla panchina della Lazio.

## Controversie
Tra gli indagati nell'ambito dello scandalo calcioscommesse del 2011, il 1º giugno 2012 il procuratore federale Stefano Palazzi richiede per lui un anno di squalifica per omessa denuncia: il 18 dello stesso mese viene prosciolto dall'accusa in primo grado.
Il 19 gennaio 2016, durante il quarto di finale di Coppa Italia perso dal Napoli contro l'Inter, durante un diverbio con l'allenatore interista Roberto Mancini si lascia andare a degli insulti omofobi: due giorni dopo il giudice sportivo lo condanna a due turni di squalifica nella manifestazione e a un'ammenda di ventimila euro per insulti pesanti. Già il 25 marzo 2014, sulla panchina empolese, si era reso protagonista di un episodio simile durante la trasferta a Varese.

## Statistiche

### Statistiche da allenatore
Statistiche aggiornate al 1º luglio 2025. In grassetto le competizioni vinte.
| Stagione             | Squadra              | Campionato           | Campionato | Campionato | Campionato | Campionato | Coppe nazionali | Coppe nazionali | Coppe nazionali | Coppe nazionali | Coppe nazionali | Coppe continentali | Coppe continentali | Coppe continentali | Coppe continentali | Coppe continentali | Altre coppe | Altre coppe | Altre coppe | Altre coppe | Altre coppe | Totale | Totale | Totale | Totale | % Vittorie | Piazzamento |
| Stagione             | Squadra              | Comp                 | G          | V          | N          | P          | Comp            | G               | V               | N               | P               | Comp               | G                  | V                  | N                  | P                  | Comp        | G           | V           | N           | P           | G      | V      | N      | P      | %          | Piazzamento |
| -------------------- | -------------------- | -------------------- | ---------- | ---------- | ---------- | ---------- | --------------- | --------------- | --------------- | --------------- | --------------- | ------------------ | ------------------ | ------------------ | ------------------ | ------------------ | ----------- | ----------- | ----------- | ----------- | ----------- | ------ | ------ | ------ | ------ | ---------- | ----------- |
| 1993-1994            | Cavriglia            | Prom.                | 30         | 12         | 9          | 9          | -               | -               | -               | -               | -               | -                  | -                  | -                  | -                  | -                  | -           | -           | -           | -           | -           | 30     | 12     | 9      | 9      | 40,00      | 4º          |
| 1994-1995            | Cavriglia            | Prom.                | 30         | 12         | 13         | 5          | -               | -               | -               | -               | -               | -                  | -                  | -                  | -                  | -                  | -           | -           | -           | -           | -           | 30     | 12     | 13     | 5      | 40,00      | 2º (prom.)  |
| 1995-gen. 1996       | Cavriglia            | Ecc.                 | 18         | 3          | 5          | 10         | -               | -               | -               | -               | -               | -                  | -                  | -                  | -                  | -                  | -           | -           | -           | -           | -           | 18     | 3      | 5      | 10     | 16,67      | Eson.       |
| Totale Cavriglia     | Totale Cavriglia     | Totale Cavriglia     | 78         | 27         | 27         | 24         |                 | -               | -               | -               | -               |                    | -                  | -                  | -                  | -                  |             | -           | -           | -           | -           | 78     | 27     | 27     | 24     | 34,62      |             |
| 1996-1997            | Antella              | Prom.                | 30         | 18         | 8          | 4          | -               | -               | -               | -               | -               | -                  | -                  | -                  | -                  | -                  | -           | -           | -           | -           | -           | 30     | 18     | 8      | 4      | 60,00      | 2º (prom.)  |
| 1997-1998            | Antella              | Ecc.                 | 30         | 8          | 10         | 12         | -               | -               | -               | -               | -               | -                  | -                  | -                  | -                  | -                  | -           | -           | -           | -           | -           | 30     | 8      | 10     | 12     | 26,67      | 12º         |
| Totale Antella       | Totale Antella       | Totale Antella       | 60         | 26         | 18         | 16         |                 | -               | -               | -               | -               |                    | -                  | -                  | -                  | -                  |             | -           | -           | -           | -           | 60     | 26     | 18     | 16     | 43,33      |             |
| 1998-gen. 1999       | Valdema              | Ecc.                 | 17         | 5          | 6          | 6          | -               | -               | -               | -               | -               | -                  | -                  | -                  | -                  | -                  | -           | -           | -           | -           | -           | 17     | 5      | 6      | 6      | 29,41      | Eson.       |
| set. 1999-2000       | Tegoleto             | Ecc.                 | 26         | 8          | 9          | 9          | -               | -               | -               | -               | -               | -                  | -                  | -                  | -                  | -                  | -           | -           | -           | -           | -           | 26     | 8      | 9      | 9      | 30,77      | Sub. 11º    |
| 2000-2001            | Sansovino            | Ecc.                 | 30         | 18         | 4          | 8          | -               | -               | -               | -               | -               | -                  | -                  | -                  | -                  | -                  | -           | -           | -           | -           | -           | 30     | 18     | 4      | 8      | 60,00      | 1º (prom.)  |
| 2001-2002            | Sansovino            | D                    | 34         | 13         | 11         | 10         | CI-D            | 6               | 4               | 1               | 1               | -                  | -                  | -                  | -                  | -                  | -           | -           | -           | -           | -           | 40     | 17     | 12     | 11     | 42,50      | 6º          |
| 2002-2003            | Sansovino            | D                    | 34+2       | 17+2       | 13+0       | 4+0        | CI-D            | 14              | 8               | 4               | 2               | -                  | -                  | -                  | -                  | -                  | -           | -           | -           | -           | -           | 50     | 27     | 17     | 6      | 54,00      | 2º (prom.)  |
| Totale Sansovino     | Totale Sansovino     | Totale Sansovino     | 98+2       | 48+2       | 28+0       | 22+0       |                 | 20              | 12              | 5               | 3               |                    | -                  | -                  | -                  | -                  |             | -           | -           | -           | -           | 120    | 62     | 33     | 25     | 51,67      |             |
| 2003-2004            | Sangiovannese        | C2                   | 34+4       | 16+2       | 14+1       | 4+1        | CI-C            | 8               | 4               | 2               | 2               | -                  | -                  | -                  | -                  | -                  | -           | -           | -           | -           | -           | 46     | 22     | 17     | 7      | 47,83      | 2º (prom.)  |
| 2004-2005            | Sangiovannese        | C1                   | 36         | 13         | 11         | 12         | CI-C            | 4               | 1               | 2               | 1               | -                  | -                  | -                  | -                  | -                  | -           | -           | -           | -           | -           | 40     | 14     | 13     | 13     | 35,00      | 8º          |
| Totale Sangiovannese | Totale Sangiovannese | Totale Sangiovannese | 70+4       | 29+2       | 25+1       | 16+1       |                 | 12              | 5               | 4               | 3               |                    | -                  | -                  | -                  | -                  |             | -           | -           | -           | -           | 86     | 36     | 30     | 20     | 41,86      |             |
| 2005-2006            | Pescara              | B                    | 42         | 14         | 12         | 16         | CI              | 1               | 0               | 0               | 1               | -                  | -                  | -                  | -                  | -                  | -           | -           | -           | -           | -           | 43     | 14     | 12     | 17     | 32,56      | 11º         |
| ott. 2006-mar. 2007  | Arezzo               | B                    | 18         | 4          | 7          | 7          | CI              | 4               | 2               | 1               | 1               | -                  | -                  | -                  | -                  | -                  | -           | -           | -           | -           | -           | 22     | 6      | 8      | 8      | 27,27      | Sub., Eson. |
| lug.-ago. 2007       | Avellino             | B                    | 0          | 0          | 0          | 0          | CI              | 1               | 0               | 0               | 1               | -                  | -                  | -                  | -                  | -                  | -           | -           | -           | -           | -           | 1      | 0      | 0      | 1      | &0,00      | Dimiss.     |
| dic. 2007-feb. 2008  | Verona               | C1                   | 6          | 0          | 1          | 5          | CI-C            | 0               | 0               | 0               | 0               | -                  | -                  | -                  | -                  | -                  | -           | -           | -           | -           | -           | 6      | 0      | 1      | 5      | &0,00      | Sub., Eson. |
| set. 2008-feb. 2009  | Perugia              | 1D                   | 18         | 5          | 8          | 5          | CI-LP           | 4               | 1               | 3               | 0               | -                  | -                  | -                  | -                  | -                  | -           | -           | -           | -           | -           | 22     | 6      | 11     | 5      | 27,27      | Sub., Eson. |
| mar.-giu. 2010       | Grosseto             | B                    | 11         | 2          | 7          | 2          | CI              | 0               | 0               | 0               | 0               | -                  | -                  | -                  | -                  | -                  | -           | -           | -           | -           | -           | 11     | 2      | 7      | 2      | 18,18      | Sub. 7º     |
| 2010-2011            | Alessandria          | 1D                   | 34+2       | 15+0       | 12+1       | 7+1        | CI+CI-LP        | 2+1             | 1+0             | 0+0             | 1+1             | -                  | -                  | -                  | -                  | -                  | -           | -           | -           | -           | -           | 39     | 16     | 13     | 10     | 41,03      | 18º (retr.) |
| lug.-dic. 2011       | Sorrento             | 1D                   | 16         | 7          | 6          | 3          | CI+CI-LP        | 2+1             | 1+0             | 0+0             | 1+1             | -                  | -                  | -                  | -                  | -                  | -           | -           | -           | -           | -           | 19     | 8      | 6      | 5      | 42,11      | Eson.       |
| 2012-2013            | Empoli               | B                    | 42+4       | 20+1       | 13+2       | 9+1        | CI              | 1               | 0               | 0               | 1               | -                  | -                  | -                  | -                  | -                  | -           | -           | -           | -           | -           | 47     | 21     | 15     | 11     | 44,68      | 4º          |
| 2013-2014            | Empoli               | B                    | 42         | 20         | 12         | 10         | CI              | 2               | 1               | 0               | 1               | -                  | -                  | -                  | -                  | -                  | -           | -           | -           | -           | -           | 44     | 21     | 12     | 11     | 47,73      | 2º (prom.)  |
| 2014-2015            | Empoli               | A                    | 38         | 8          | 18         | 12         | CI              | 3               | 2               | 1               | 0               | -                  | -                  | -                  | -                  | -                  | -           | -           | -           | -           | -           | 41     | 10     | 19     | 12     | 24,39      | 15º         |
| Totale Empoli        | Totale Empoli        | Totale Empoli        | 122+4      | 48+1       | 43+2       | 31+1       |                 | 6               | 3               | 1               | 2               |                    | -                  | -                  | -                  | -                  |             | -           | -           | -           | -           | 132    | 52     | 46     | 34     | 39,39      |             |
| 2015-2016            | Napoli               | A                    | 38         | 25         | 7          | 6          | CI              | 2               | 1               | 0               | 1               | UEL                | 8                  | 6                  | 1                  | 1                  | -           | -           | -           | -           | -           | 48     | 32     | 8      | 8      | 66,67      | 2º          |
| 2016-2017            | Napoli               | A                    | 38         | 26         | 8          | 4          | CI              | 4               | 3               | 0               | 1               | UCL                | 8                  | 3                  | 2                  | 3                  | -           | -           | -           | -           | -           | 50     | 32     | 10     | 8      | 64,00      | 3º          |
| 2017-2018            | Napoli               | A                    | 38         | 28         | 7          | 3          | CI              | 2               | 1               | 0               | 1               | UCL+UEL            | 8+2                | 4+1                | 0+0                | 4+1                | -           | -           | -           | -           | -           | 50     | 34     | 7      | 9      | 68,00      | 2º          |
| Totale Napoli        | Totale Napoli        | Totale Napoli        | 114        | 79         | 22         | 13         |                 | 8               | 5               | 0               | 3               |                    | 26                 | 14                 | 3                  | 9                  |             | -           | -           | -           | -           | 148    | 98     | 25     | 25     | 66,22      |             |
| 2018-2019            | Chelsea              | PL                   | 38         | 21         | 9          | 8          | FACup+CdL       | 3+6             | 2+4             | 0+1             | 1+1             | UEL                | 15                 | 12                 | 3                  | 0                  | CS          | 1           | 0           | 0           | 1           | 63     | 39     | 13     | 11     | 61,90      | 3º          |
| 2019-2020            | Juventus             | A                    | 38         | 26         | 5          | 7          | CI              | 5               | 2               | 3               | 0               | UCL                | 8                  | 6                  | 1                  | 1                  | SI          | 1           | 0           | 0           | 1           | 52     | 34     | 9      | 9      | 65,38      | 1º          |
| 2021-2022            | Lazio                | A                    | 38         | 18         | 10         | 10         | CI              | 2               | 1               | 0               | 1               | UEL                | 8                  | 2                  | 4                  | 2                  | -           | -           | -           | -           | -           | 48     | 21     | 14     | 13     | 43,75      | 5º          |
| 2022-2023            | Lazio                | A                    | 38         | 22         | 8          | 8          | CI              | 2               | 1               | 0               | 1               | UEL+UECL           | 6+4                | 2+1                | 2+1                | 2+2                | -           | -           | -           | -           | -           | 50     | 26     | 11     | 13     | 52,00      | 2º          |
| 2023-mar. 2024       | Lazio                | A                    | 28         | 12         | 4          | 12         | CI              | 2               | 2               | 0               | 0               | UCL                | 8                  | 4                  | 1                  | 3                  | SI          | 1           | 0           | 0           | 1           | 39     | 18     | 5      | 16     | 46,15      | Dimiss.     |
| 2025-2026            | Lazio                | A                    | 0          | 0          | 0          | 0          | CI              | 0               | 0               | 0               | 0               | -                  | -                  | -                  | -                  | -                  | -           | -           | -           | -           | -           | 0      | 0      | 0      | 0      | —          | in corso    |
| Totale Lazio         | Totale Lazio         | Totale Lazio         | 104        | 52         | 22         | 30         |                 | 6               | 4               | 0               | 2               |                    | 26                 | 9                  | 8                  | 9                  |             | 1           | 0           | 0           | 1           | 137    | 65     | 30     | 42     | 47,45      |             |
| Totale carriera      | Totale carriera      | Totale carriera      | 923        | 421        | 271        | 231        |                 | 81              | 42              | 18              | 21              |                    | 75                 | 41                 | 15                 | 19                 |             | 3           | 0           | 0           | 3           | 1 082  | 505    | 303    | 274    | 46,67      |             |

## Palmarès

### Allenatore

#### Club

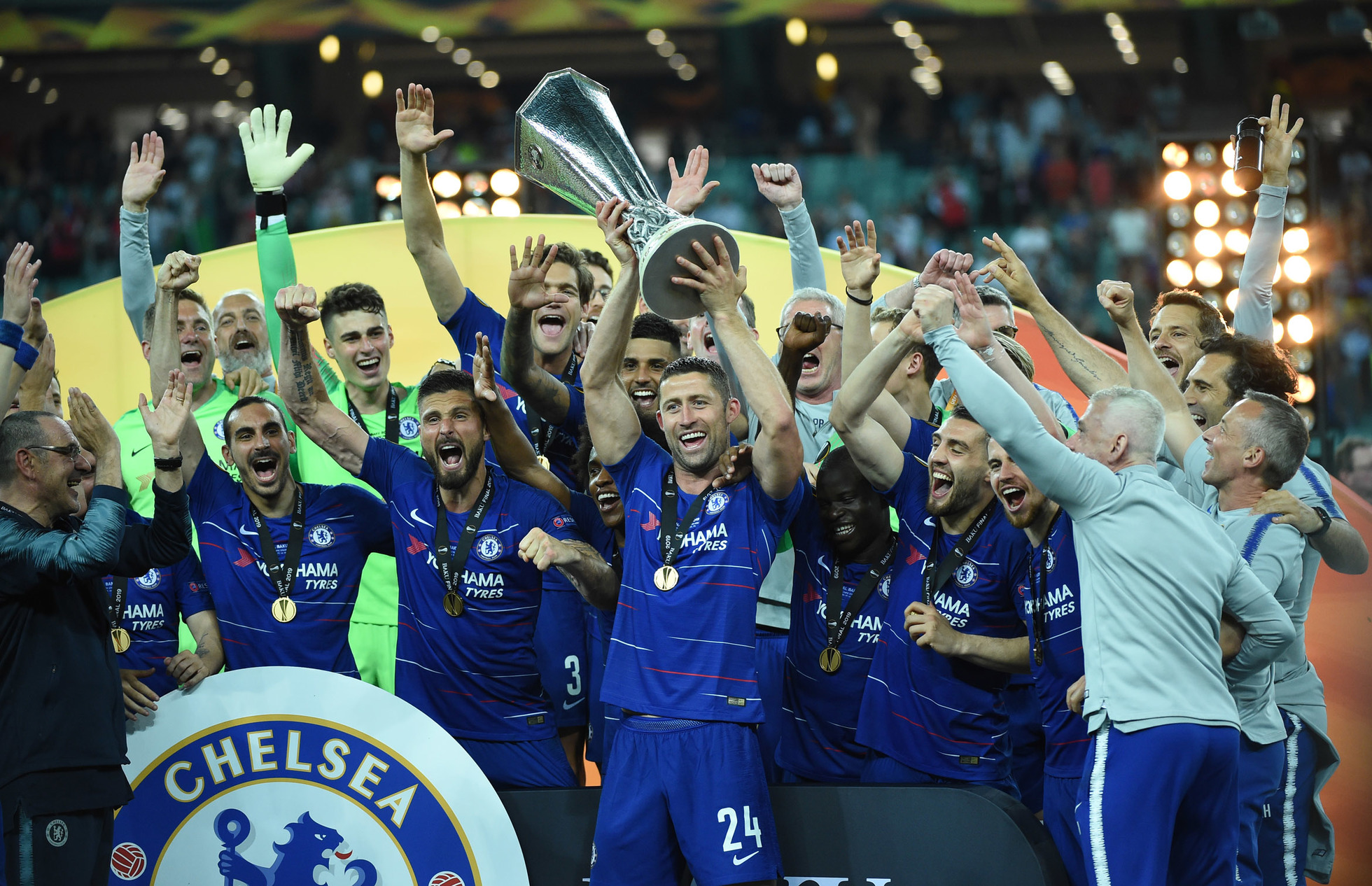
Sarri (estrema sinistra) festeggia con il suo Chelsea la vittoria della UEFA Europa League 2018-2019

##### Competizioni regionali
- Eccellenza: 1

Sansovino: 2000-2001 (girone B)

##### Competizioni nazionali
- Coppa Italia Serie D: 1

Sansovino: 2002-2003
- Campionato italiano: 1

Juventus: 2019-2020

##### Competizioni internazionali
- UEFA Europa League: 1

Chelsea: 2018-2019

#### Individuale
- Panchina d'argento: 1

2013-2014
- Panchina d'oro: 1

2015-2016
- L'allenatore dei sogni: 1

2016
- Premio Nazionale Enzo Bearzot: 1

2017
- Gran Galà del calcio AIC: 1

Miglior allenatore: 2017
- Trofeo Maestrelli: 1

2018
- Premio Sportilia: 1

2025